# 秋田県道309号比内森吉線
秋田県道309号比内森吉線（あきたけんどう309ごう ひないもりよしせん）は、秋田県大館市から北秋田市に至る一般県道である。秋田県道214号福館阿仁前田線と合わせた愛称はくまげらエコーライン。

## 概要
大館市の南東部、大葛温泉付近、秋田県道22号比内大葛鹿角線から分岐、南下して路線バスの終着「大谷」集落を通過し、砂子沢峠で市境界に至る。北秋田市側で、すぐに太平湖（人造湖）の湖畔をぬうように走り、森吉ダムから湯ノ沢温泉を通過する。湯ノ沢温泉から終点まで西へ、森吉山ダムとダムの人造湖である四季美湖畔を通り小又川沿いに進む。秋田内陸縦貫鉄道 秋田内陸線を交差後、阿仁川を渡り、終点の北秋田市阿仁前田で国道105号に接続する。終点を直進するとくまげらエコーライン（秋田県道214号福館阿仁前田線）へ直通する。
北秋田市森吉周辺では、2012年に完成した森吉山ダム建設のため、幾度となくルートが変更されている。

### 路線データ
- 総延長 : 48.976 km[5]
- 実延長 : 48.976 km[5]
- 起点 : 秋田県大館市比内町大葛字金山沢口43番1（秋田県道22号比内大葛鹿角線交点）[6]北緯40度7分32.9秒 東経140度40分25.26秒
- 終点 : 秋田県北秋田市阿仁前田字上館下394番地先（国道105号・秋田県道214号福館阿仁前田線交点、阿仁前田交差点）[6]北緯40度3分36.78秒 東経140度24分37.05秒
- 未供用区間 : なし[5]

## 歴史
- 1995年（平成7年）7月1日 - 秋田県道に認定される[6]。
- 2002年（平成14年）
  - 3月29日 - 北秋田郡森吉町森吉字橋岱93番から根森田字川端72番1まで、新ルートがすでに供用していたが旧道が廃止される[2]。
  - 12月3日 - 北秋田郡森吉町森吉字深渡家ノ上111番2から字惣瀬沢21番4地先まで供用開始する[3]。
- 2003年（平成15年）3月28日 - 北秋田郡森吉町森吉字深渡家ノ上111番2から字惣瀬沢21番4地先の現道が廃止となり、バイパスが現道となった[4]。

## 路線状況

### 愛称
- くまげらエコーライン起点
  - 秋田県道214号福館阿仁前田線
  - 秋田県道309号比内森吉線

県道309号の終点を直進して接続する県道214号を合わせ、北秋田郡上小阿仁村小沢田字向川原から大館市比内町大葛字金山沢口までの全長約60キロメートルの区間はくまげらエコーラインの愛称がある。

### 冬期閉鎖区間
- 区間 : 大館市比内町大谷 - 北秋田市森吉湯の岱[7]
  - 期日 : 11月下旬 - 翌年5月[8]

### 交通不能区間
- なし[9]

### 道路施設
- 道の駅かみこあに

## 地理
森吉山ダムは平成23年度にはダムへの試験湛水が行われ、2012年（平成24年）4月に完成した。

### 通過する自治体
- 大館市 - 北秋田市

### 交差する道路
| 施設名         | 接続路線名                            | 備考               | 所在地                     |
| -------------- | ------------------------------------- | ------------------ | -------------------------- |
|                | 秋田県道22号比内大葛鹿角線            | 起点               | 大館市比内町大葛字金山沢口 |
| 阿仁前田交差点 | 国道105号 秋田県道214号福館阿仁前田線 | 終点 県道214号終点 | 北秋田市阿仁前田字上館下   |

### 沿線の施設など
- 太平湖
- 森吉ダム
- 四季美湖
- 森吉山ダム